# Deidroalanina
La deidroalanina o acido 2-amminoacrilico è un amminoacido generalmente insaturo presente in alcune proteine batteriche, nonché in alcune proteine alimentari comuni, come la caseina se sottoposta a denaturazione mediante aumento di temperatura o trattata con basi come l'idrossido di sodio, che disidrata i residui di serina.
Con il calore la deidroalanina reagisce spesso con alcuni residui di lisina, andando a costituire un amminoacido chiamato lisinoalanina (LAL), sostanza fortemente tossica a livello renale.
Numerosi peptidi contenenti deidroalanina sono altamente tossici e possono far parte di vari composti chimici, tra cui alcuni antibiotici e alcune cianotossine epatotossiche di origine batterica note come microcistine.